# Dasylepis racemosa
Dasylepis racemosa är en tvåhjärtbladig växtart som beskrevs av Daniel Oliver. Dasylepis racemosa ingår i släktet Dasylepis och familjen Achariaceae. Inga underarter finns listade i Catalogue of Life.